# Vladimir Jefimkin

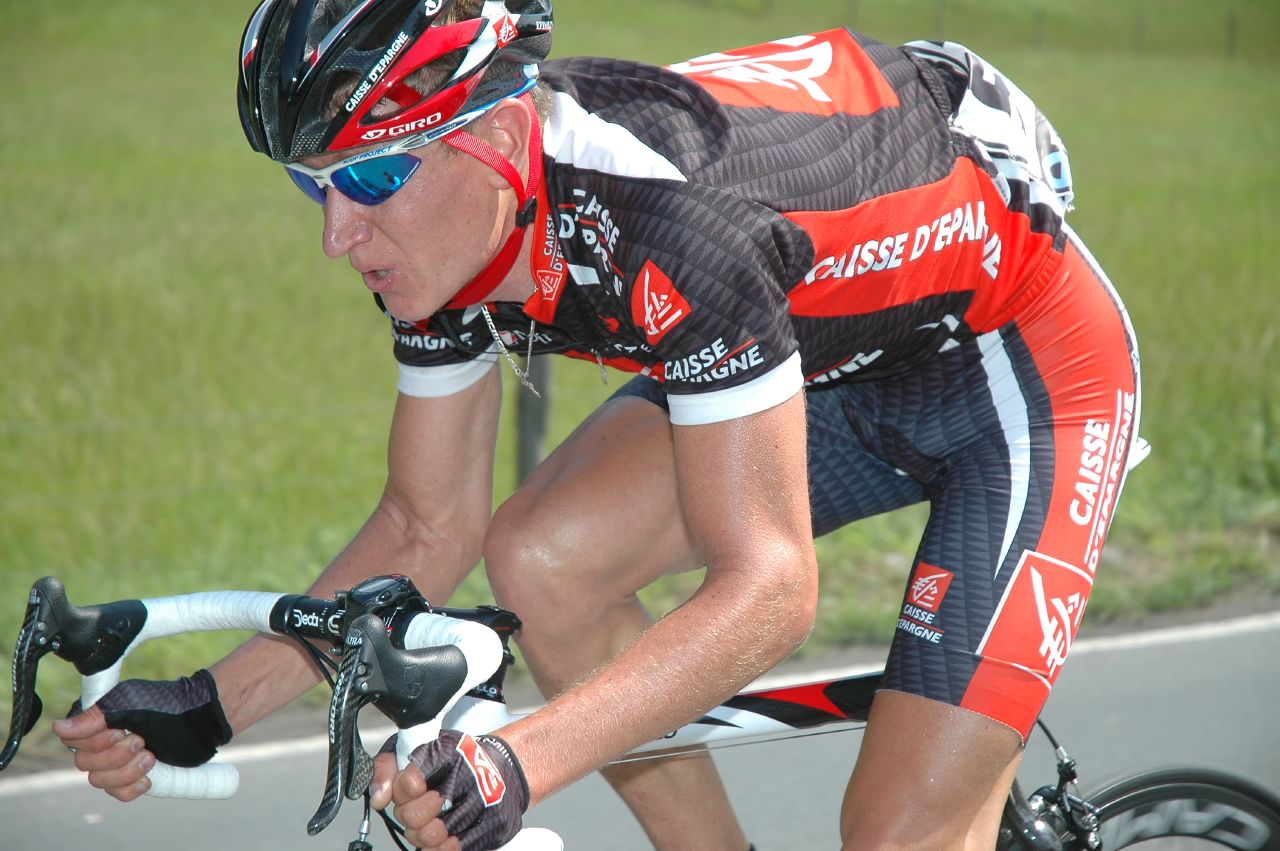
Vladimir Jefimkin under Euskal Bizikleta 2007.

Vladimir Aleksandrovitj Jefimkin, ryska: Владимир Александрович Ефимкин, född 2 december 1981 i Samara, är en rysk professionell tävlingscyklist. 
Han blev professionell 2005 med Barloworld men gick efter ett år vidare till det spanska UCI ProTour-stallet Caisse d'Epargne och tävlade för dem under två år. Från 2008 till och med 2010 tävlade han för det franska UCI ProTour-stallet Ag2r-La Mondiale.

## Karriär

### 2003–2006
Vladimir Jefimkin tog bronsmedaljen på världsmästerskapens individuella tempolopp för militärer 2003 efter slovaken Matej Jurčo, som vann tävlingen, och vitryssen Kanstantsin Siŭtsoŭ.
Under sitt första år som professionell, 2005, började Jefimkin med bra resultat under april och maj. Han vann bland annat en etapp på Dunkerques fyradagar och var nära att vinna hela tävlingen, men slutade tvåa efter Pierrick Fédrigo. Hans bästa resultat det året kom i augusti när han vann Volta a Portugal efter att ha slutat trea på etapp 8 och 10. Jefimkin vann också tävlingens ungdomstävling. I början på juli 2005 slutade han trea på världsmästerskapens linjelopp för militärer.

### 2007–2008
Jefimkin vann den fjärde etappen på Vuelta a España 2007 och bar därefter den guldfärgade ledartröjan under fyra dagar innan belgaren Stijn Devolder tog över ledartröjan. Under tävlingen gjorde ryssen reklam för sin identiska tvillingbror Aleksandr Jefimkin som vid tidpunkten ännu inte hade blivit kontrakterad av något nytt stall. Det dröjde dock inte länge förrän flera stall kontaktade tvillingbrodern. Vladimir Jefimkin slutade därefter sexa totalt i tävlingen. Under säsongen 2007 vann han också etapp 2a på Euskal Bizikleta.
I juli 2008 slutade Jefimkin tvåa på etapp 9 av Tour de France efter italienaren Riccardo Riccò. Italienaren testades senare positivt för dopning och erkände senare sitt misstag. Det är därför möjligt att segern retroaktivt går Jefimkin. Han slutade Tour de France 2008 på elfte plats.

### 2009
Jefimkin blev utsedd till den mest offensiva cyklisten på etapp 4 under Tour Down Under 2009. Han slutade på fjärde plats på etapp 2 av Tour du Haut-Var bakom Thomas Voeckler, David Moncoutié och Chris Anker Sørensen. Under Baskien runt slutade ryssen på sjätte plats på etapp 5. Jefimkin blev utsedd till Ag2r-La Mondiales kapten inför Tour de France 2009. Han slutade på fjärde plats på etapp 8 bakom Luis León Sánchez Gil, Sandy Casar och Mikel Astarloza. Han kraschade på etapp 11 men kunde fortsätta tävlingen trots smärtor i kroppen några dagar innan han lämnade tävlingen under etapp 15. Innan dess slutade han på sjunde plats på etapp 13 bakom Heinrich Haussler, Amets Txurruka, Brice Feillu, Sylvain Chavanel, Peter Velits och Thor Hushovd.

## Privatliv
Vladimir Jefimkins tvillingbror Aleksandr tävlar även han för det franska UCI ProTour-stallet Ag2r-La Mondiale och är därmed lagkamrat med sin bror.

## Meriter
2003
3:a, Världsmästerskapen - tempolopp, militär
2004
1:a, Giro Ciclistico della Provincia di Cosenza
1:a, etapp 6, Giro della Valle d'Aosta
2:a, etapp 3, Giro Ciclistico della Provincia di Cosenza
2005
1:a, Volta a Portugal
1:a, ungdomstävling, Volta a Portugal
1:a, etapp 4, Dunkirks fyradagar
1:a, etapp 2, Vuelta a Aragón
2:a, Dunkirks fyradagar
3:a, Världsmästerskapen - linjelopp, militär
3:a, etapp 8, Volta a Portugal
3:a, etapp 10, Volta a Portugal
2006
2:a, etapp 10, Giro d'Italia 2006
2:a, etapp 2, Vuelta Ciclista a la Rioja
3:a, Vuelta Ciclista a la Rioja (ESP)
2007
1:a, Etapp, Euskal Bizikleta
2:a, etapp 3, Schweiz runt
3:a, Medelhavsloppet
6:a, Schweiz runt
6:a, Vuelta a España
Etapp 4
2008
1:a, etapp 9, Tour de France 2008
11:a, Tour de France
2009
Mest offensiva cyklist, etapp 4, Tour de France 2009

## Stall
- Barloworld 2005
- Caisse d'Epargne 2006–2007
- Ag2r-La Mondiale 2008–2010
- Team Type 1-Sanofi 2011–